# Iglesia de San Josemaría Escrivá (Burgos)
La iglesia parroquial de San Josemaría Escrivá es un templo católico levantado en el siglo XXI en Burgos (Castilla y León, España). 
Inaugurada oficialmente el 11 de diciembre de 2011 por el entonces arzobispo de Burgos Francisco Gil Hellín, está situada en el Distrito 2 - Oeste de la ciudad (en la calle Luis Rodríguez Arango n.º 5, junto al Bulevar). Sin embargo, mientras se construyó la iglesia los actos de culto se celebraron en el convento de las Esclavas del Sagrado Corazón de Jesús.
El 10 de octubre de 2013, Francisco Gil Hellín y el vicario regional de España de la prelatura del Opus Dei, Ramón Herrando Prat de la Riba, firmaron un acuerdo por el que se encomendaba la parroquia a sacerdotes de dicha prelatura.
Las obras de la iglesia finalizaron en 2015 y el 26 de junio monseñor Gil Hellín consagró el nuevo templo. Días después, el entonces prelado del Opus Dei Javier Echevarría concelebró una misa en el mismo, acompañado por el párroco y el arzobispo de Burgos. 
La iglesia cuenta con un columbario, destinado a los feligreses de la parroquia.
Durante la Semana Santa, miembros de la parroquia llevan en andas el paso de la Cruz con sudario en el Vía Crucis penitencial del Castillo.

## Horario de ceremonias religiosas
- Domingos y festivos: misas a las 12:00 h., a las 13:00 h. y a las 19:45 h.
- Días ordinarios: misas a las 11:00 h. y a las 19:45 h.